# Nora Benamara
Nora Benamara (* 1992) ist eine deutsch-französische Jazzmusikerin (Gesang, Komposition).

## Leben und Wirken
Benamara wuchs in einer multikulturellen Familie in einem Dorf nahe bei von Fontainebleau im Süden von Paris auf. Ihr aus Algerien stammender Vater ist Opernsänger, spielte aber auch die Oud. Bereits als Kind erhielt sie klassischen Klavierunterricht. Durch ihr Interesse an Popmusik lernte sie autodidaktisch Gitarre. Sie studierte zunächst visuelle Kommunikation in Roubaix. In ihrem Erasmus-Auslandsjahr 2013 in Rom kam es zu ersten Auftritten als Sängerin mit Gitarre. Zwischen 2015 und 2021 schloss sie ein Musikstudium in Deutschland an, wo sie in Weimar an der Musikhochschule bei Michael Schiefel, Jeff Cascaro, Frank Möbus und Stefan Schultze studierte.
Noch während ihres Studiums gründete Benamara das Duo Nômade mit dem brasilianischen Gitarristen Igor Seiji und das Duo Sununu mit dem palästinensisch-syrischen Pianisten und Sänger Aeham Ahmad, mit dem sie 2020 das gleichnamige Album veröffentlichte. Nachdem sie 2020 den 2. Platz beim Online-Wettbewerb Next Generation erhielt, wurde sie 2021 zum Festival Women in Jazz in Halle eingeladen.
Mit Benamaras Quartett, zu dem die Pianistin Olga Reznichenko, der Bassist Lorenz Heigenhuber und Schlagzeuger André van der Heide gehören, folgte 2024 ihr Album Amnesia bei Double Moon. Sie lebt heute in Leipzig und ist auch in Gellért Szabós Ideal Orchester und Clemens Rynkowskis Sternenstaub zu hören.